# Clube Atlético Londrina
O Clube Atlético Londrina foi um clube de futebol brasileiro sediado em Macapá, no estado do Amapá, fundado em 1972.

## História
O clube foi fundado em 1972 como Associação Clube Atlético Luzeiro (ACAL) em homenagem ao Luzeiro Esporte Clube da cidade de Vigia do Estado do Pará, onde veio os fundadores do clube: Rosival Gil Brito de Souza, Nelson Souza e Mário Roberto Brito Sarmento. Sua sede era na Praça da Conceição, em frente a escola doméstica, hoje Santina Rioli. O clube foi fundado em 1972 porém só disputou um campeonato pela primeira vez em 1977, jogando de começo a Segunda Divisão Amapaense, sendo vice-campeão em 1977 perdendo a final pro Oratório. Em 1979 jogou mais uma vez a segunda divisão, novamente em final contra o Oratório. A partida foi disputada e acabou sendo levada para os pênaltis, onde o Londrina perdeu por apenas 1x0,sendo que das 10 cobranças que teve apenas o jogador do Oratório Roberto Gato marcou. Em 1980 ganhou a Segunda Divisão de forma invicta, conquistando o título antecepidamente após vencer um jogo contra o Atlético Amapaense por 5x1. 
Participou de três edições do Campeonato Amapaense, sendo a primeira em 1989, onde obteve apenas 2 pontos,sendo da vitória de 2x0 em casa contra o Guarany. Em 1991 Na primeira fase, o clube não pontuou, e na segunda fase, melhorou seu desempenho ao vencer 2 partidas (contra Amapá Clube e Independente) e empatar outras 3 (com Trem, Cristal e Oratório), além de perder para Macapá e Ypiranga. Ficou na lanterna da competição, um ponto atrás do Oratório.
Depois de 2 anos de ausência, inscreveu-se novamente para o Campeonato Amapaense em 1994. No primeiro turno, venceu um jogo (contra o Independente), empatou 3 e perdeu outras 2 partidas; no segundo turno, derrotou novamente o Carcará, empatou com o Trem e perdeu 4 jogos. Sem condições de jogar novamente a primeira divisão estadual em 1995, afastou-se das competições profissionais promovidas pela Federação Amapaense de Futebol. Em 2000 mudou o nome para Clube Atlético Londrina, e mais tarde o clube foi extinto.
Seu escudo antigo era semelhante ao do Palmeiras, seu nome antigo era Associação dos Vigenenses Atlético Londrina.

## Títulos
| ESTADUAIS | ESTADUAIS                         | ESTADUAIS | ESTADUAIS  |
|           | Competição                        | Títulos   | Temporadas |
|           | Campeonato Amapaense - 2° Divisão | 1         | 1980       |
| --------- | --------------------------------- | --------- | ---------- |

### Campanhas de Destaque
- Vice-Campeão do Campeonato Amapaense - 2ª Divisão (2 vezes: 1977, 1979)

Campeão Invicto

## Curiosidades
- Foi o primeiro clube amapaense a disputar a Copa São Paulo de Futebol Júnior, em 1991. Integrou o grupo D juntamente com Grêmio, Mixto, Palmeiras e União São João, e amargou a lanterna, sem pontuar. Marcou apenas 3 gols e sofreu 17.[9]
- O nome Vigienses é uma referência ao município de Vigia, no Pará, de onde vieram os fundadores da equipe.
- O clube já teve 3 nomes diferentes,sendo eles: Associação Clube Atlético Luzeiro, Associação dos Vigenenses Atlético Londrina e Clube Atlético Londrina.
- Em 1991 6 irmãos jogaram no Londrina na mesma temporada,sendo os irmãos Jorge,Kekeu,Rona,Ronildo,Edilson e Nelson.

## Participações em Torneios Profissionais
- Campeonato Amapaense de Futebol: 3 (1989,1991 e 1994)

- Campeonato Amapaense de Futebol - Série B: 4 (1977,1979,1980 e 1987)